# مجدآباد (مقاطعة فيروزآباد)
مجدآباد (بالفارسية: مجدآباد) هي قرية تقع في قسم برزيتون الريفي في إيران.